# Doofpoort

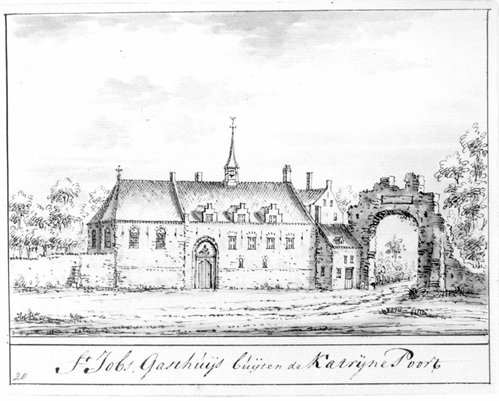
De Doofpoort met het naastgelegen St.-Jobsgasthuis, 1725.

De Doofpoort was een 15e-eeuwse buitenpoort die bij de stad Utrecht stond.
De Doofpoort lag aan de westzijde van Utrecht bij de waterweg Vleutense Vaart, nadien gedempt en vandaag de dag bekend als de Vleutenseweg. In de Middeleeuwen lag er vanaf de Catharijnepoort de voorstad Buiten Catharijne. De westelijke toegang tot de voorstad was de Doofpoort. De poort stond ook wel bekend als Bleyckpoort, vernoemd naar het grote aantal textielblekerijen in dit gebied. In de 17e eeuw was de Doofpoort een ruïne.